# بورنموث
بورنموث (به انگلیسی: Bournemouth) شهری در نوار ساحلی جنوب غربی انگلستان واقع در منطقهٔ دورست این کشور است. 
این شهر در سال ۱۹۹۱ میلادی ۱۵۵٫۴۸۸ نفر جمعیت داشته و در سرشماری سال ۲۰۱۱ جمعیت آن به ۱۸۳٬۴۹۱ نفر رسیده‌است. اکثریت مردم این شهر سفیدپوست هستند و اکثریت دین در این شهر مسیحیت (۵۷٪)، بی‌دین (۳۰٪) و یهودی (۰٫۷٪) است.

## مکان‌های معروف

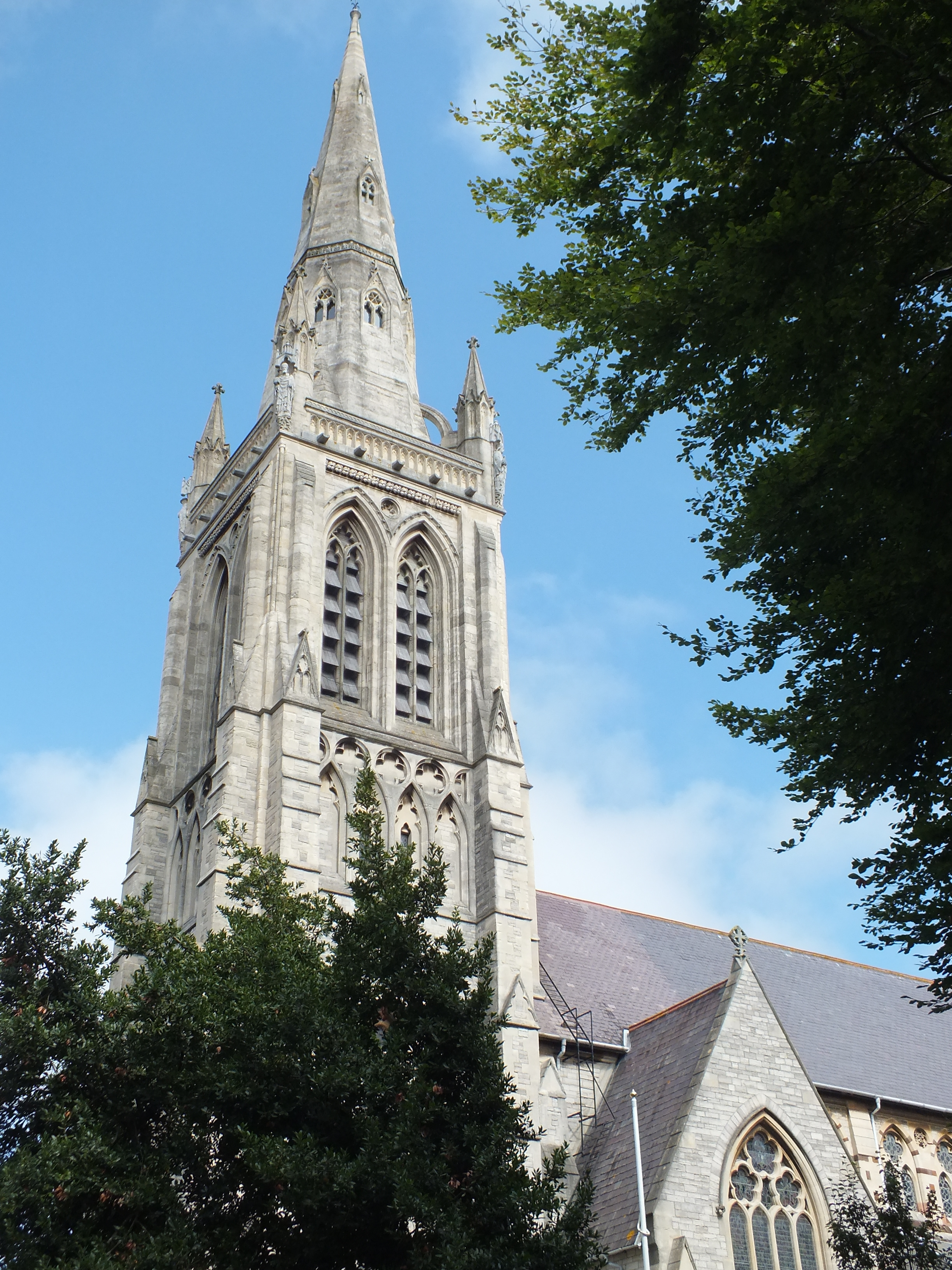
کلیسای سنت پیتر

کلیسای سنت پیتر یکی از نمادهای این شهر و یکی از کلیساهای معروف انگلستان است که در سال ۱۸۷۹ ساخته شد. معماری این کلیسا به سبک گوتیک است همچنین کلیسای سنت استفان نیز که در سال ۱۸۹۸ میلادی ساخته شده‌است یکی دیگر از بناهای معروف این شهر است. یکی دیگر از مکان‌های معروف این شهر آرامگاه کلیسا سنت پیتر است که آرامگاه مری شلی خالق دو داستان معروف فرانکشتاین و ماتیلدا در آن قرار دارد. همچنین تالکین خالق داستان‌های سیلماریلیون، هابیت و سه‌گانه ارباب حلقه‌ها ۳۰ سال از عمر خود را در این شهر گذراند که محل زندگی او یکی از جاذبه‌های گردشگری در این شهر است.

## آب و هوا
آب و هوای این شهر معتدل است. گرم‌ترین ماه‌های این شهر ژوئیه و اوت هستند که در دمای مابین ۱۲ تا ۲۲ درجه سانتیگراد در نوسان است.

## ورزش
تیمی با نام باشگاه فوتبال بورنموث در پیکارهای لیگ برتر فوتبال این کشور حضور دارد.

## اقتصاد
بیشترین منبع درآمدزایی این شهر از راه مراکز علمی و دانشگاهی (۳۰٪) و صنعت گردشگری (۲۹٪) به‌دست می‌آید.

## شهرهای خواهرخوانده
دو شهر خواهرخوانده بورنموث هستند
- نتانیا، اسرائیل[۲][۳]
- لوسرن، سوئیس[۲][۴]